# Finále Fed Cupu 2014
Finále Fed Cupu 2014 představovalo vyvrcholení 52. ročníku největší každoročně hrané týmové soutěže v ženském sportu. Fed Cup jako soupeření ženských reprezentačních družstev v tenise vznikl roku 1963. V sezóně 2014 se do soutěže zapojilo 95 týmů a v nejvyšší osmičlenné úrovni – Světové skupině – došly do finále výběry České republiky a Německa.
Dějištěm finále byla ve dnech 8. a 9. listopadu 2014 pražská O2 arena. Italské obhájkyně titulu skončily v semifinále na raketách českých hráček.
Osmý titul v soutěži vyhrála Česká republika po vítězství 3:1 na zápasy, když dva body zajistila Kvitová a jeden Šafářová. Čtyřhra se odehrála za rozhodnutého stavu a vyzněla ve prospěch německého páru.
Československo a Západní Německo již na curyšské antuce odehrály finále Poháru federace 1983. Helena Suková a Hana Mandlíková přispěly singlovými výhrami k zisku trofeje v poměru 2:1 na zápasy.

## Historie finalistů
Česká republika vstupovala do finále se sedmi tituly jako druhý celek historických tabulek soutěže (sedm trofejí měla také Austrálie). V posledních čtyřech ročnících 2011–2014 utrpěl tým pouze jedinou prohru v semifinále 2013 proti Italkám. V rámci samostatného státu – od roku 1993, vyhrály české reprezentantky dvakrát v letech 2011 a 2012. Dalších pět titulů z let 1975, 1983, 1984, 1985 a 1988 získaly v rámci československého fedcupového družstva. Mezinárodní tenisová federace pojímá Českou republiku jako jeho nástupce. Do statistik tak byly Češkám připsány všechny výsledky od roku 1963.
Helena Suková zaznamenala nejvíce vítězných zápasů (57) a odehrála nejvyšší počet ročníků (13). Nejdelší šňůra neporazitelnosti české reprezentace činila mezi červencem 1983 a červencem 1986 devatenáct zápasů.
Německo vyhrálo Fed Cup dvakrát a dělilo se o sedmé místo s Francií. Premiérový titul vybojovalo v roce 1987 ještě jako Západní Německo. O pět let později, v ročníku 1992, se probojovalo naposledy před tímto duelem do finále. Po vítězství nad Španělskem 2:1 na zápasy si odvezlo vítězný pohár. Do světové skupiny se Němky vrátily v roce 2014 po ročním výpadku. Od sezóny 2004 pravidelně střídaly účasti v první a druhé světové skupině.
Týmové statistiky s nejvíce výhrami vedla Helga Masthoffová (38). Nejdelší šňůra neporazitelnosti Němek činila 8 zápasů mezi lety 1987–1988.

## Utkání českého a německého týmu
Český tým se v minulosti utkal s německým družstvem celkově sedmkrát a držel výrazně aktivní bilanci 6:1 na zápasy, když byly do statistik započítány všechny duely od roku 1963.
Oba soupeři na sebe narazili v rámci předchozích státních útvarů – Československa a Západního Německa – čtyřikrát v letech 1975, 1983, 1987 a 1989. Jako samostatná Česká republika a znovusjednocené Německo pak odehrály tři střetnutí v ročnících 1997, 2010 a 2012.

### Československo – Západní Německo 3:1
Československo – Západní Německo 2:1
- 5.–11. května 1975 (konání turnaje), čtvrtfinále Světové skupiny, antuka / Aixoise C.C., Aix-en-Provence, Francie[6]

0:1, Tomanová vs. Ebbinghausová, 6–2, 2–6, 4–6
1:1, Navrátilová vs. Masthoffová, 6–3, 6–2
2:1, Navrátilová / Tomanová vs. Ebbinghausová / Masthoffová, 7–5, 6–1
Československo – Západní Německo 2:1
- 17.–24. července 1983 (konání turnaje), finále Světové skupiny, antuka / Albisguetli T.C., Curych, Švýcarsko[2]

1:0, Suková vs. Kohdeová-Kilschová, 6–4, 2–6, 6–2
2:0, Suková vs. Bungeová, 6–2, 3–0skreč
2:1, Budařová, Skuherská vs. Pfaffová / Kohdeová-Kilschová, 6–3, 2–6, 1–6
Západní Německo – Československo 2:1
- 26. července – 2. srpna 1987 (konání turnaje), semifinále Světové skupiny, neznámý povrch / Hollyburn C.C., Vancouver, Kanada[7]

0:1, Kohdeová-Kilschová vs. Suková, 6–7, 5–7
1:1, Grafová vs. Mandlíková, 6–4, 6–1
2:1, Grafová / Kohdeová-Kilschová vs. Suková / Mandlíková, 7–5, 6–2
Československo – Západní Německo 2:1
- 1.–9. října 1989 (konání turnaje), čtvrtfinále Světové skupiny, tvrdý / Ariake Forest Park Centre, Tokio, Japonsko[8]

1:0, Novotná vs. Kohdeová-Kilschová, 6–3, 6–3
1:1, Suková vs. Grafová, 2–6, 1–6
2:1, Novotná / Suková vs. Grafová / Kohdeová-Kilschová, 6–2, 6–2

### Česko–Německo 3:0
Česko–Německo 3:2
- 1.–2. března 1997, 1. kolo Světové skupiny, tvrdý / May Market Hall, Mannheim, Německo[9]

1:0, Weingärtnerová vs. Richterová, 3–6, 7–5, 6–3
1:1, Rittnerová vs. Gerši, 4–6, 2–6
1:2, Rittnerová vs. Richterová, 1–6, 4–6
1:3, Weingartnerová vs. Gerši, 2–6, 2–6
2:3, Rittnerová / Pampulovová vs. Richterová / Martincová, 7–6(7–3), 6–2
Česko–Německo 3:2
- 6.–7. února 2010, 1. kolo Světové skupiny, tvrdý / Výstaviště – hala B, Brno, Česko[10]

0:1, Šafářová vs. Grönefeldová, 2–6, 2–6
1:1, Kvitová vs. Petkovicová, 6–4, 6–4
2:1, Hradecká vs. Petkovicová, 6–1, 7–6(7–5)
2:2, Kvitová vs. Grönefeldová, 6–4, 3–6, 2–6
3:2, Hradecká / Peschkeová vs. Grönefeldová / Maleková, 6–1, 6–3
Česko–Německo 4:1
- 4.–5. února 2012, 1. kolo Světové skupiny, tvrdý / Porsche-Arena, Stuttgart, Německo[11]

0:1, Lisická vs. Benešová, 6–2, 4–6, 2–6
0:2, Görgesová vs. Kvitová, 6–3, 3–6, 8–10
0:3, Lisická vs. Kvitová, 7–6(7–2), 4–6, 1–6
1:3, Kerberová vs. Hradecká, 6–4, 6–4
1:4, Grönefeldová / Görgesová vs. Benešová / Záhlavová-Strýcová, 3–6, 6–7(4–7)

## Místo konání, rozhodčí a významní hosté
Finále se odehrálo v Praze. V O2 areně s kapacitou kolem 13 tisíc sedících diváků byl instalován tenisový dvorec s tvrdým povrchem Novacrylic Ultracushion System. Použity byly míče značky „Wilson Tour Davis Cup“. Podle měření Mezinárodní tenisové federace byl položený povrch dle pravidel příliš rychlý, když hodnota faktoru CPR (court pace rating) činila 52 namísto maximálních 50 bodů. ITF tak měla do patnácti dnů po skončení finále rozhodnout o možné sankci vůči Českému tenisovému svazu. Německé družstvo oficiální protest neuplatnilo.
Vrchním rozhodčím byl Švéd Stefan Fransson. Hlavními rozhodčími zápasů se staly Řekyně Eva Asderakiová a Britka Alison Hughesová.
Mezistátnímu střetnutí přihlížela řada osobností ze sportovního, politického a kulturního života. Přítomny byly tenisové legendy, včetně československých fedcupových šampionek Martiny Navrátilové, Renáty Tomanové a Heleny Sukové. Dále čeští vítězové Davis Cupu Radek Štěpánek, Lukáš Rosol a nehrající kapitán Jaroslav Navrátil. Do arény zavítali olympijští vítězové Jan Železný a Jiří Šlégr, stejně jako fotbalista Marek Jankulovski. Červencové pozvání od týmu přijal prezident republiky Miloš Zeman. Nechyběli předseda Ústavního soudu Pavel Rychetský, šéf ODS Petr Fiala, bývalý ministr Ivan Langer či předseda FAČR Miroslav Pelta.
Helena Suková před rozehráním finále obdržela, jako druhá česká tenistka po Janě Novotné, Cenu za vynikající výkony ve Fed Cupu, kterou jí předali prezident ITF Francesco Ricci Bitti a čestná prezidentka Mezinárodní tenisové síně slávy Jane Brownová Grimesová.
O2 Arena se v roce 2012 stala prvním krytým stadionem na světě, v němž proběhla finále Fed Cupu a Davis Cupu během jediné sezóny.

## Finalisté

### Česko
Fedcupovému týmu České republiky patřilo v době konání 1. místo na žebříčku ITF. Nehrajícím kapitánem byl Petr Pála.
V únorovém čtvrtfinále Češky porazily na antuce sevillského Centro de Tenis Blas Infante Španělsko 3:2 na zápasy. Pro nemoc nenastoupila Kvitová a Šafářová ve studeném počasí nachladla. Úvodní dvouhry tak odehrály Záhlavová-Strýcová a Koukalová. Za nerozhodnutého stavu zajistily postupový bod deblistky Záhlavová-Strýcová s Hlaváčkovou. V ostravském semifinále dovolily české reprezentantky Italkám uhrát pouze jediný set a po vítězství 4:0 na zápasy postoupily do třetího finále během posledních čtyř ročníků.
Nominace kapitána musela být učiněna nejpozději deset dnů před losováním. Nominovanými hráčkami se staly Petra Kvitová, Lucie Šafářová, Lucie Hradecká a původně také Karolína Plíšková, kterou v konečném výběru vystřídala Andrea Hlaváčková.

#### Nominace
| Petra Kvitová                                                                 | Petra Kvitová | Petra Kvitová |
| ----------------------------------------------------------------------------- | ------------- | ------------- |
| Narození                                                                      |               |               |
| datum: 8. března 1990 (24 let) místo: Bílovec, Československo                 |               |               |
| Žebříček WTA (dvouhra / čtyřhra)                                              |               |               |
| nejvýše: 2. / 196. aktuální: 4. / 1250.                                       |               |               |
| Fed Cup                                                                       |               |               |
| debut: 2007 zápasů: 15 nejlépe: vítězka 2011, 2012 dvouhra: 21–6 čtyřhra: 0–1 |               |               |
| Tituly 2014                                                                   |               |               |
| Wimbledon, New Haven, Wu-chan                                                 |               |               |
| Finále 2014                                                                   |               |               |
| Peking                                                                        |               |               |
| jednička týmu                                                                 |               |               |

| Lucie Šafářová                                                                 | Lucie Šafářová | Lucie Šafářová |
| ------------------------------------------------------------------------------ | -------------- | -------------- |
| Narození                                                                       |                |                |
| datum: 4. února 1987 (27 let) místo: Brno, Československo                      |                |                |
| Žebříček WTA (dvouhra / čtyřhra)                                               |                |                |
| nejvýše: 14. / 15. aktuální: 17. / 29.                                         |                |                |
| Fed Cup                                                                        |                |                |
| debut: 2004 zápasů: 17 nejlépe: vítězka 2011, 2012 dvouhra: 11–11 čtyřhra: 0–1 |                |                |
| Tituly 2014                                                                    |                |                |
| Sydneyč                                                                        |                |                |
| Finále 2014                                                                    |                |                |
|                                                                                |                |                |
| dvojka týmu                                                                    |                |                |

| Lucie Hradecká                                                              | Lucie Hradecká | Lucie Hradecká |
| --------------------------------------------------------------------------- | -------------- | -------------- |
| Narození                                                                    |                |                |
| datum: 21. května 1985 (29 let) místo: Praha, Československo                |                |                |
| Žebříček WTA (dvouhra / čtyřhra)                                            |                |                |
| nejvýše: 41. / 4. aktuální: 157. / 22.                                      |                |                |
| Fed Cup                                                                     |                |                |
| debut: 2010 zápasů: 6 nejlépe: vítězka 2011, 2012 dvouhra: 1–3 čtyřhra: 4–1 |                |                |
| Tituly 2014                                                                 |                |                |
| Quebecč                                                                     |                |                |
| Finále 2014                                                                 |                |                |
| Aucklandč, Lucemburkč                                                       |                |                |
| trojka týmu                                                                 |                |                |

| Andrea Hlaváčková                                                     | Andrea Hlaváčková | Andrea Hlaváčková |
| --------------------------------------------------------------------- | ----------------- | ----------------- |
| Narození                                                              |                   |                   |
| datum: 10. srpna 1986 (28 let) místo: Plzeň, Československo           |                   |                   |
| Žebříček WTA (dvouhra / čtyřhra)                                      |                   |                   |
| nejvýše: 58. / 3. aktuální: 169. / 15.                                |                   |                   |
| Fed Cup                                                               |                   |                   |
| debut: 2012 zápasů: 4 nejlépe: vítězka 2012 dvouhra: 0–1 čtyřhra: 4–0 |                   |                   |
| Tituly 2014                                                           |                   |                   |
| Pekingč                                                               |                   |                   |
| Finále 2014                                                           |                   |                   |
| Quebecč                                                               |                   |                   |
| čtyřka týmu                                                           |                   |                   |

### Německo
Fedcupovému týmu Německa patřilo v době konání 4. místo na žebříčku ITF. Nehrající kapitánkou byla bývalá reprezentantka Barbara Rittnerová, která vyhrála soutěž v roce 1992.
Ve čtvrtfinále si Němky v bratislavské aréně poradily se Slovenskem 3:1 na zápasy, když obě dvouhry vyhrála Kerberová a jeden bod přidala Petkovicová. V brisbaneském semifinále pak podle stejného scénáře zdolaly Australanky opět poměrem 3:1, když úvodní dvouhru získala Petkovicová a další dva singly ovládla Kerberová. Německo tak po 22 letech postoupilo do finále Fed Cupu.
Nominovanými se staly Angelique Kerberová, Andrea Petkovicová, premiérově v probíhajícím ročníku Sabine Lisická a Julia Görgesová. Roli náhradnice plnila Anna-Lena Grönefeldová.

#### Nominace
| Angelique Kerberová                                                           | Angelique Kerberová | Angelique Kerberová |
| ----------------------------------------------------------------------------- | ------------------- | ------------------- |
| Narození                                                                      |                     |                     |
| datum: 18. ledna 1988 (26 let) místo: Brémy, Německo                          |                     |                     |
| Žebříček WTA (dvouhra / čtyřhra)                                              |                     |                     |
| nejvýše: 5. / 103. aktuální: 10. / –                                          |                     |                     |
| Fed Cup                                                                       |                     |                     |
| debut: 2007 zápasů: 7 nejlépe: čtvrtfinalistka 2012 dvouhra: 7–5 čtyřhra: 0–0 |                     |                     |
| Tituly 2014                                                                   |                     |                     |
|                                                                               |                     |                     |
| Finále 2014                                                                   |                     |                     |
| Sydney, Dauhá, Eastbourne, Stanford                                           |                     |                     |
| jednička týmu                                                                 |                     |                     |

| Andrea Petkovicová                                                                  | Andrea Petkovicová | Andrea Petkovicová |
| ----------------------------------------------------------------------------------- | ------------------ | ------------------ |
| Narození                                                                            |                    |                    |
| datum: 9. září 1987 (27 let) místo: Tuzla, Jugoslávie                               |                    |                    |
| Žebříček WTA (dvouhra / čtyřhra)                                                    |                    |                    |
| nejvýše: 9. / 46. aktuální: 14. / 49.                                               |                    |                    |
| Fed Cup                                                                             |                    |                    |
| debut: 2007 zápasů: 8 nejlépe: čtvrtfinalistka 2010, 2012 dvouhra: 8–3 čtyřhra: 2–1 |                    |                    |
| Tituly 2014                                                                         |                    |                    |
| Charleston, Bad Gastein, Sofie                                                      |                    |                    |
| Finále 2014                                                                         |                    |                    |
|                                                                                     |                    |                    |
| dvojka týmu                                                                         |                    |                    |

| Sabine Lisická                                                                      | Sabine Lisická | Sabine Lisická |
| ----------------------------------------------------------------------------------- | -------------- | -------------- |
| Narození                                                                            |                |                |
| datum: 22. září 1989 (25 let) místo: Troisdorf, Německo                             |                |                |
| Žebříček WTA (dvouhra / čtyřhra)                                                    |                |                |
| nejvýše: 12. / 35. aktuální: 27. / 72.                                              |                |                |
| Fed Cup                                                                             |                |                |
| debut: 2008 zápasy: 8 nejlépe: čtvrtfinalistka 2008, 2012 dvouhra: 5–5 čtyřhra: 3–0 |                |                |
| Tituly 2014                                                                         |                |                |
| Hongkong, Miamič                                                                    |                |                |
| Finále 2014                                                                         |                |                |
|                                                                                     |                |                |
| trojka týmu                                                                         |                |                |

| Julia Görgesová                                                                     | Julia Görgesová | Julia Görgesová |
| ----------------------------------------------------------------------------------- | --------------- | --------------- |
| Narození                                                                            |                 |                 |
| datum: 2. listopadu 1988 (26 let) místo: Bad Oldesloe, Německo                      |                 |                 |
| Žebříček WTA (dvouhra / čtyřhra)                                                    |                 |                 |
| nejvýše: 15. / 20. aktuální: 75. / 40.                                              |                 |                 |
| Fed Cup                                                                             |                 |                 |
| debut: 2008 zápasů: 9 nejlépe: čtvrtfinalistka 2008, 2012 dvouhra: 4–5 čtyřhra: 2–3 |                 |                 |
| Tituly 2014                                                                         |                 |                 |
|                                                                                     |                 |                 |
| Finále 2014                                                                         |                 |                 |
| Quebecč                                                                             |                 |                 |
| čtyřka týmu                                                                         |                 |                 |

## Program
| Finále Fed Cupu 2014  |                                  |                                |                    |         |            |                |
| Zápas                 | Česko                            | Německo                        | výsledek           | stav    | statistiky | Vítěz          |
| Sobota – 8. listopadu |                                  |                                |                    |         |            |                |
| 1. dvouhra            | Petra Kvitová [1]                | Andrea Petkovicová [2]         | 6–2, 6–4           | 1:0     | statistiky |                |
| 2. dvouhra            | Lucie Šafářová [2]               | Angelique Kerberová [1]        | 6–4, 6–4           | 2:0     | statistiky |                |
| Neděle – 9. listopadu |                                  |                                |                    |         |            |                |
| 3. dvouhra            | Petra Kvitová [1]                | Angelique Kerberová [1]        | 7–6(7–5), 4–6, 6–4 | 3:0     | statistiky |                |
| 4. dvouhra            | Lucie Šafářová [2]               | Andrea Petkovicová [2]         | nehráno            | nehráno | nehráno    |                |
| čtyřhra               | Andrea Hlaváčková Lucie Hradecká | Sabine Lisická Julia Görgesová | 3–6, 4–6           | 3:1     | statistiky | Česko 8. titul |

## Momenty finále
Druhou sobotní dvouhru vyhrála Šafářová nad Kerberovou ve dvou setech. V každém z nich dokázala dohnat ztracené podání a rozdíl gamů 2–4. Neobvyklá situace uzavřela úvodní sadu, když při setbolu české hráčky zahrála Němka zdánlivě vítězný míč, který (mj. podle Hlaváčkové) doprovodila zvoláním „Yes, come“. Šafářová přesto míč dokázala bekhendem vrátit na polovinu soupeřky. Ta po zmíněném hlasovém projevu, který přišel s prodlevou, již dle pravidel nemohla pokračovat ve hře. Na vrácený balón tak nereagovala a zamířila přímo do šaten, když soupeřka získala technický bod. Češka k situaci uvedla: „Sama jsem byla překvapená … Ona to i sama věděla, že udělala chybu a šla si rovnou sednout … soupeřka vám nesmí zařvat přímo do úderu. Něco takového jsem nezažila. Překvapilo mě to hodně, ale byla jsem v tu chvíli ráda, že mám set“.
Řecká hlavní rozhodčí zápasu Eva Asderakiová již řešila stejnou situaci ve finále US Open 2011, kdy za pozdní hlasový projev Sereny Williamsové po odehrání míče přiřkla bod Stosurové, jenž znamenal ztracený game Američanky na servisu.
Přesto německá jednička po návratu na dvorec ihned v úvodní hře druhého setu prolomila podání Šafářové. Náskok však opět neudržela a ze zápasu odešla poražena poté, co česká dvojka využila svůj třetí mečbol. Po utkání Šafářová sdělila: „Je úžasné porazit doma ve vyprodané hale hráčku světové desítky. Každý míček byl těsný“.
Do prvního nedělního singlu nastupovaly Kvitová s Kerberovou za stavu 2:0 ve prospěch českého týmu. Dramatické třísetové utkání, jemuž nechybělo plno zvratů, bylo hodnoceno v superlativech jako vysoce kvalitní s nádhernými výměnami, utkání, které „nabídlo to nejlepší z ženského tenisu“. Německá hráčka měla výborný pohyb po dvorci a přesné údery. V úvodním setu již vedla 5–2, přesto jej ztratila v tiebreaku. Česká jednička dokázala v úvodním dějství odvrátit čtyři setboly. Ve třetí sadě Kerberová opět mířila za vítězstvím, když vedla poměrem her 4–1. Počtvrté během víkendu však náskok prohospodařila a Kvitová sérií pěti gamů v řadě získala třetí vítězný bod českého družstva, když využila svůj čtvrtý mečbol.
Po výhře Kvitová sdělila: „Kde se ve mně vzala taková energie? Netuším. Někde ve mně to asi je a vytáhla jsem to v pravou chvíli … chtěla jsem tam nechat všechno, plazit se po čtyřech. Jsem ráda, že se to povedlo. Celý zápas byl úplně nadoraz. Emocionálně, energeticky to bylo hrozně vyčerpávající. Asi to byl z toho pohledu můj největší a nejtěžší zápas ve Fed Cupu.“ Kerberová zápas charakterizovala slovy: „Byl to jeden z mých nejlepších zápasů, které jsem kdy odehrála, ve Fed Cupu bych řekla, že byl určitě nejlepší.“

## Celkové statistiky zápasů

### 1. dvouhra: Kvitová–Petkovicová
| Statistiky celého utkání                                                                                       | Statistiky celého utkání     | Statistiky celého utkání |
| Kvitová | Délka zápasu: 1:17 hod       | Petkovicová              |
| --- | ---------------------------- | ------------------------ |
| 4 | esa                          | 1                        |
| 3 | dvojchyby                    | 4                        |
| 28 z 51 = 55 %                                                                                                 | 1. podání do dvorce          | 32 z 55 = 58 %           |
| 21 z 28 = 75 %                                                                                                 | % vítězných míčů u 1. podání | 17 z 32 = 53 %           |
| 20 z 23 = 87 %                                                                                                 | 2. podání do dvorce          | 19 z 23 = 83 %           |
| 12 z 20 = 52 %                                                                                                 | % vítězných míčů u 2. podání | 11 z 19 = 48 %           |
| 27 z 55 = 49 %                                                                                                 | vítězných míčů na příjmu     | 18 z 51 = 35 %           |
| 5 ze 7 = 71 %                                                                                                  | proměnění brejkbolů          | 2 ze 3 = 67 %            |
| 23 | nevynucené chyby             | 15                       |
| 16 | vynucené chyby               | 20                       |
| 25 | vítězné míče                 | 7                        |
| 13 | forhendové vítězné míče      | 3                        |
| 6 | bekhendové vítězné míče      | 2                        |
| 7 z 8 = 88 %                                                                                                   | % úspěšných volejů           | 0 z 0 = 0 %              |
| 60 | celkově získané míče         | 46                       |
| 12 | vyhrané hry                  | 6                        |
| Hlavní rozhodčí: Alison Hughesová (Velká Británie)                                                             |                              |                          |
| Celkový počet míčů na straně tenistky zahrnuje i dvojchyby protihráčky. Nevynucené chyby zahrnují i dvojchyby. |                              |                          |

### 2. dvouhra: Šafářová–Kerberová
| Statistiky celého utkání                                                                                       | Statistiky celého utkání     | Statistiky celého utkání |
| Šafářová | Délka zápasu: 1:28 hod       | Kerberová                |
| --- | ---------------------------- | ------------------------ |
| 5 | esa                          | 3                        |
| 2 | dvojchyby                    | 7                        |
| 41 z 64 = 64 %                                                                                                 | 1. podání do dvorce          | 26 z 58 = 45 %           |
| 26 z 41 = 63 %                                                                                                 | % vítězných míčů u 1. podání | 16 z 26 = 62 %           |
| 21 z 23 = 91 %                                                                                                 | 2. podání do dvorce          | 25 z 32 = 78 %           |
| 11 z 21 = 48 %                                                                                                 | % vítězných míčů u 2. podání | 15 ze 25 = 47 %          |
| 27 z 58 = 47 %                                                                                                 | vítězných míčů na příjmu     | 27 z 64 = 42 %           |
| 5 z 8 = 63 %                                                                                                   | proměnění brejkbolů          | 3 z 8 = 38 %             |
| 32 | nevynucené chyby             | 23                       |
| 16 | vynucené chyby               | 21                       |
| 20 | vítězné míče                 | 10                       |
| 15 | forhendové vítězné míče      | 6                        |
| 0 | bekhendové vítězné míče      | 1                        |
| 3 z 5 = 60 %                                                                                                   | % úspěšných volejů           | 2 ze 3 = 67 %            |
| 64 | celkově získané míče         | 58                       |
| 12 | vyhrané hry                  | 8                        |
| Hlavní rozhodčí: Eva Asderakiová (Řecko)                                                                       |                              |                          |
| Celkový počet míčů na straně tenistky zahrnuje i dvojchyby protihráčky. Nevynucené chyby zahrnují i dvojchyby. |                              |                          |

### 3. dvouhra: Kvitová–Kerberová
| Statistiky celého utkání                                                                                       | Statistiky celého utkání     | Statistiky celého utkání |
| Kvitová | Délka zápasu: 2:58 hod       | Kerberová                |
| --- | ---------------------------- | ------------------------ |
| 12 | esa                          | 0                        |
| 8 | dvojchyby                    | 6                        |
| 76 ze 119 = 64 %                                                                                               | 1. podání do dvorce          | 86 ze 135 = 64 %         |
| 49 ze 76 = 64 %                                                                                                | % vítězných míčů u 1. podání | 50 z 86 = 58 %           |
| 35 ze 43 = 87 %                                                                                                | 2. podání do dvorce          | 43 ze 49 = 83 %          |
| 16 z 35 = 45 %                                                                                                 | % vítězných míčů u 2. podání | 21 z 43 = 49 %           |
| 64 | vítězných míčů na příjmu     | 54                       |
| 7 z 20 = 35 %                                                                                                  | proměnění brejkbolů          | 7 ze 17 = 41 %           |
| 62 | nevynucené chyby             | 27                       |
| 39 | vynucené chyby               | 32                       |
| 60 | vítězné míče                 | 23                       |
| 44 | forhendové vítězné míče      | 16                       |
| 14 | bekhendové vítězné míče      | 7                        |
| 9 ze 17 = 53 %                                                                                                 | % úspěšných volejů           | 4 ze 4 = 100 %           |
| 129 | celkově získané míče         | 125                      |
| 17 | vyhrané hry                  | 16                       |
| Hlavní rozhodčí: Alison Hughesová (Velká Británie)                                                             |                              |                          |
| Celkový počet míčů na straně tenistky zahrnuje i dvojchyby protihráčky. Nevynucené chyby zahrnují i dvojchyby. |                              |                          |

### Čtyřhra: Hlaváčková / Hradecká – Lisická / Görgesová
| Statistiky celého utkání                                                                                   | Statistiky celého utkání     | Statistiky celého utkání |
| Hlaváčková / Hradecká                                                                                      | Délka zápasu: 1:09 hod       | Lisická / Görgesová      |
| --- | ---------------------------- | ------------------------ |
| 5 | esa                          | 12                       |
| 8 | dvojchyby                    | 1                        |
| 33 ze 65 = 51 %                                                                                            | 1. podání do dvorce          | 35 z 59 = 59 %           |
| 25 ze 33 = 76 %                                                                                            | % vítězných míčů u 1. podání | 28 z 35 = 80 %           |
| 24 z 32 = 75 %                                                                                             | 2. podání do dvorce          | 23 z 24 = 96 %           |
| 14 z 24 = 44 %                                                                                             | % vítězných míčů u 2. podání | 15 z 23 = 63 %           |
| 16 z 59 = 27 %                                                                                             | vítězných míčů na příjmu     | 26 ze 65 = 40 %          |
| 0 ze 7 = 0 %                                                                                               | proměnění brejkbolů          | 2 z 8 = 25 %             |
| 21 | nevynucené chyby             | 22                       |
| 18 | vynucené chyby               | 16                       |
| 17 | vítězné míče                 | 30                       |
| 8 | forhendové vítězné míče      | 11                       |
| 4 | bekhendové vítězné míče      | 5                        |
| 10 z 22 = 46 %                                                                                             | % úspěšných volejů           | 10 z 18 = 56 %           |
| 55 | celkově získané míče         | 69                       |
| 7 | vyhrané hry                  | 12                       |
| Hlavní rozhodčí: Eva Asderakiová (Řecko)                                                                   |                              |                          |
| Celkový počet míčů na straně páru zahrnuje i dvojchyby protihráček. Nevynucené chyby zahrnují i dvojchyby. |                              |                          |